# Ibrahim Sekagya
Ibrahim Sekagya (ur. 19 grudnia 1980 w Kampali) – ugandyjski piłkarz występujący na pozycji obrońcy.

## Kariera klubowa
Sekagya karierę rozpoczynał w 1999 roku w klubie Kampala City Council. W jego barwach grał przez trzy sezony. W 2001 roku przeszedł do argentyńskiego drugoligowca - Atlético Rafaela. Spędził tam jeden sezon. W tym czasie rozegrał tam 38 spotkań i zdobył 2 bramki. W 2002 roku odszedł do trzecioligowego Ferro Carril Oeste. W pierwszym sezonie wywalczył z klubem awans do drugiej ligi. W Ferro grał jeszcze przez dwa sezony. W sumie zagrał tam 96 razy i strzelił 4 gole.
W 2005 roku podpisał kontrakt z pierwszoligowym Arsenalem Sarandí. Zadebiutował tam 11 września 2005 w wygranym 1-0 meczu z River Plate. W Arsenalu Sekagya był podstawowym graczem. W 2007 roku wygrał z klubem rozgrywki Copa Sudamericana, po pokonaniu w jego finale Club América. W Arsenalu spędził łącznie dwa sezony. W tym czasie rozegrał tam 62 spotkania i zdobył 2 bramki.
W 2007 roku przeniósł się do austriackiego Red Bull Salzburg. W Bundeslidze pierwszy występ zanotował 11 lipca 2007 w wygranym 4-1 spotkaniu z SCR Altach. Od czasu debiutu jest podstawowym zawodnikiem Salzburga. 22 lipca 2007 w zremisowanym 2-2 pojedynku z Austrią Wiedeń strzelił pierwszego gola w trakcie gry w lidze austriackiej. W 2008 roku wywalczył z klubem wicemistrzostwo Austrii. W sezonie 2008/2009 zdobył z nim mistrzostwo Austrii.
W 2013 roku przeszedł do New York Red Bulls.

## Kariera reprezentacyjna
Sekagya był reprezentantem Ugandy. W drużynie narodowej zadebiutował w 1999 roku. Był także kapitanem kadry.